# Majskij (rejon romanowski)
Majskij (ros. Майский) – osiedle w Rosji, w Kraju Ałtajskim, w rejonie romanowskim. W 2010 liczyło 470 mieszkańców.